# Андреевская (Верховажский район)
Андреевская — деревня в Верховажском районе Вологодской области.
Входит в состав Нижне-Важского сельского поселения (до 2015 года входила в Наумовское сельское поселение), с точки зрения административно-территориального деления — в Наумовский сельсовет.
Расстояние по автодороге до районного центра Верховажья — 3,2 км, до центра муниципального образования Наумихи — 2,1 км. Ближайшие населённые пункты — Ручьевская, Елезовская, Ексинское, Сомицыно, Игумново, Якушевская, Балановская, Наумиха.
По переписи 2002 года население — 11 человек.